# Saint-Martin-de-Fontenay
Saint-Martin-de-Fontenay è una frazione del comune di Saint-Martin-de-May, nel dipartimento del Calvados nella regione della Normandia. In precedenza comune autonomo, il 1º gennaio 2025 è confluito insieme all'ex comune di May-sur-Orne nel nuovo comune di Saint-Martin-de-May.

## Società

### Evoluzione demografica
Abitanti censiti